# Kończyce (Zabrze)
Kończyce (niem. Kunzendorf, śl. Kōńczycy) – dzielnica miasta Zabrze, granicząca od północy z Guido, od wschodu z Pawłowem i Bielszowicami, od południa i zachodu z Makoszowami.
W dzielnicy, tworzonej przez jedną miejscowość (Kończyce), znajduje się m.in. kościół parafialny pw. Bożego Ciała (ul. Olsztyńska 5), Zespół Szkół nr 18 (ul. Sitki 55), Przedszkole nr 29 (ul. Paderewskiego 35), Dzielnicowy Ośrodek Kultury (ul. Dorotki 3), boisko Klubu Sportowego MKS Zabrze-Kończyce (ul. Dorotki). Od 1911 roku bezpieczeństwu mieszkańców służy jednostka Ochotniczej Straży Pożarnej (ul. Dorotki 1).

## Historia
Kończyce powstały w 1777 roku na zachód od Pawłowa jako ostatnia z kilku kolonii założonych przez Macieja Wilczka, ówczesnego właściciela Zabrza, w ramach tzw. kolonizacji fryderycjańskiej. Po podziale Śląska w 1922 roku przyznano ją Polsce. Do 1951 roku miejscowość była siedzibą gminy Kończyce.
W 1910 roku w miejscowości mieszkało 4441 mieszkańców z czego 2804 mówiło w języku polskim, 484 polskim i niemieckim, a 1114 niemieckim. W wyborach komunalnych jakie odbyły się w listopadzie 1919 roku oddano na ogólną liczbę 1884 głosów na listę polską 1354 głosów zdobywając 9 z 11 mandatów. Podczas plebiscytu na Śląsku swoje głosy oddało 2580 osób (w tym 93 emigrantów). Za Polską głosowało w nim 1584 wotantów, a za Niemcami 949. W Kończycach działały liczne polskie organizacje, jak 100-osobowa regionalna sekcja Dzielnicy Śląskiej Polskiego Towarzystwa Gimnastycznego „Sokół” kierowana przez Pawła Dolę i Juliusza Potykę oraz w oparciu o nie Polska Organizacja Wojskowa Górnego Śląska. Od 1919 roku miejscowość była również siedzibą 74-osobowego Chóru Mieszanego „Skowronek” kierowanego przez Pawła Bąka, Jana Pykę, Hermana Szwencera. Kończyce objęły walki w czasie powstań śląskich. W II powstaniu miejscowość 22 sierpnia została zdobyta przez powstańców po ciężkich walkach z sipo. W 1922 r. miejscowość włączono do Polski.
Przez długi czas mieszkańcy Kończyc związani byli głównie z górnictwem węgla. Ze względu na bliskość kopalń (Guido, Makoszowy i Bielszowice) niemal cały teren obecnej dzielnicy został jednak podkopany i narażony na szkody górnicze. Charakterystyczną cechą starszej zabudowy są od wielu lat „ankrowania” budynków, tj. kotwienia murów za pomocą stalowych sztab i prętów.

## Nazwa
Przy założeniu kolonii w ramach kolonizacji fryderycjańskiej, w 1777 roku nadano jej niemiecką nazwę Kuntzendorf, jednak miejscowa ludność polskojęzyczna już od 1782 roku zaczęła używać własnych odpowiedników: Kończ, Kończyc i Kończyce. Od momentu przekształcenia kolonii w samodzielną gminę Kuntzendorf (1789 rok), polska nazwa zaczęła zanikać, aż około 1830 roku pojawiła się nowa, nieoficjalna polska nazwa gminy Kuźnica (od powstałej kuźnicy). Ta nazwa również nie utrzymała się i około 1900 roku powstała trzecia polska nazwa Kunatów, używana zamiennie z niemiecką Kuntzendorf. Stąd w okresie powstań śląskich Kunatów pojawia się w raportach polskich powstańców. Przywrócenie najstarszej polskiej nazwy miejscowości dokonało się staraniem pierwszego duszpasterza w Kończycach, ks. dra Józefa Knosały, który przekonał najpierw polskie władze plebiscytowe, a następnie polskie państwowe, by gminie nadać urzędową nazwę Kończyce. Stąd w spisie miejscowości Konstantego Prusa, wydanym w 1920 roku na potrzeby propagandy plebiscytowej, pojawiają się już tylko polskie Kończyce i niemieckie Kunzendorf.
Nazwa Kończyce (w wersji niemieckiej Kunzendorf) została nadana przez założyciela Macieja Wilczka na pamiątkę swego gniazda rodowego Kunzendorf, czyli Kończyce w księstwie cieszyńskim (dzisiejsze Kończyce Wielkie).

## Parafia pw. Bożego Ciała
8 listopada 1911 roku Kończyce zostały kuracją (odrębną wspólnotą kościelną) parafii w Bielszowicach. Pierwszym duszpasterzem, który objął kurację 7 sierpnia 1912 roku ks. dr Józef Knosała, dotychczasowy administrator parafii w Mokrem. Nowy ksiądz, pełniący obowiązki kuratusa w latach 1912–1922, stanął przed wyzwaniem zbudowania świątyni w nowo powstałej parafii. 19 czerwca 1919 roku w święto Bożego Ciała poświęcił nowo wybudowany kościółek i odprawił w nim pierwszą mszę świętą. Tymczasowa świątynia powstała bez zezwolenia policji budowlanej, starosty, rejencji, bez zezwolenia ministerstwa, jak również bez zezwolenia władzy duchownej. Nietypowe okoliczności budowy były spowodowane brakiem wsparcia ze strony władz, zarządu kopalni Delbrück (właściciel terenu), a także wybuchem I wojny światowej. Kościół jednak przetrwał 91 lat.
29 lipca 1925 roku została erygowana samodzielna parafia. Obecnie Parafia Bożego Ciała w Kończycach należy do dekanatu Kochłowice. Jest położona na granicy archidiecezji katowickiej.
W lipcu 1999 roku ruszyła budowa nowego kościoła. Autorami projektu nowej świątyni są architekt dr Jan Kubec i architekt Damian Radwański. Nowa świątynia jest zasilana kolektorami słonecznymi oraz ciepłem pochodzącym z głębi ziemi. W 28 listopada 2009 otwarto nową świątynię. 15 września 2010 poświęcenia kościoła dokonał arcybiskup metropolita katowicki Damian Zimoń. Budowniczym nowej świątyni był ks. Andrzej Żmuda. W 2015 roku abp Wiktor Skworc poświęcił park wokół kościoła i nadał mu imię kard. Augusta Hlonda – pierwszego biskupa katowickiego.

## Edukacja
- Zespół Szkół nr 18 w Zabrzu (Szkoła Podstawowa nr 35 i Liceum Plastyczne, ul. Sitki 55)[11]
- Przedszkole nr 29 w Zabrzu (ul. Paderewskiego 35)[12]

## Osoby związane z Kończycami
- Dariusz Chojnacki, aktor,
- Władysław Dworaczek, pedagog, działacz harcerski,
- ks. dr Józef Knosała, pierwszy kończycki duszpasterz (kuratus), budowniczy starego kościoła,
- Sługa Boży ks. Roman Kozubek,
- Edward Makula (ur. 4 lipca 1930 w Kończycach. zm. 15 stycznia 1996 w Warszawie) – polski pilot szybowcowy i samolotowy,
- Małgorzata Mańka-Szulik, prezydent Zabrza (pochodzi z Kończyc),
- Danuta Mikusz, była więźniarka obozu koncentracyjnego KL Auschwitz,
- prof. Marian Oslislo, były rektor Akademii Sztuk Pięknych w Katowicach,
- Mirosław Sekuła, były marszałek województwa śląskiego, były wiceminister finansów, były poseł na Sejm RP, były prezes NIK,
- Florian Śmieja, poeta, badacz i tłumacz literatury hiszpańskiej.